# 2MASX J00482185-2507365
2MASX J00482185-2507365 (również PGC 198197) – para galaktyk znajdująca się w konstelacji Rzeźbiarza w odległości około 780 milionów lat świetlnych od Ziemi.
Odkrycie mniejszej galaktyki wizualnie nakładającej się na większą dokonano przypadkiem w trakcie badań NGC 253, na którą składają się gwiazdy pierwszego planu. Obserwacje prowadzone przy pomocy teleskopów naziemnych ukazywały tylko jeden obiekt. Obie galaktyki, choć zdają się być blisko siebie, w rzeczywistości nie oddziałują na siebie wzajemnie. Większa galaktyka ma rozmiary Drogi Mlecznej i jest dziesięciokrotnie większa od mniejszej.
Ten przypadkowy układ galaktyk może pomóc w zrozumieniu struktury galaktyk, ponieważ wcześniej nie obserwowano pyłu galaktycznego rozprzestrzeniającego się na tak dużą odległość poza widoczne krawędzie galaktyki. Dodatkowo szlaki pyłu pochodzące z mniejszej galaktyki wydają się być całkowicie pozbawione gwiazd. Ze względu na rozległy obszar zajmowany przez galaktyki zazwyczaj nie ma obiektów, które mogłyby oświetlić takie przestrzenie. Dlatego nie wiadomo czy takie struktury pyłu jak w tym przypadku są powszechnym zjawiskiem we Wszechświecie.